# 歐霸Daily
威凱Daily（義大利語：Iveco Daily）是義大利威凱於1978年推出的一款輕型商用車車型，能以小型巴士和卡車的形式出現。在歐洲其競爭對手為福特全順和梅賽德斯-奔馳Sprinter。在中國此車型一律通過南京依維柯發售。

## 歷史

### 第一代（1978–1990）

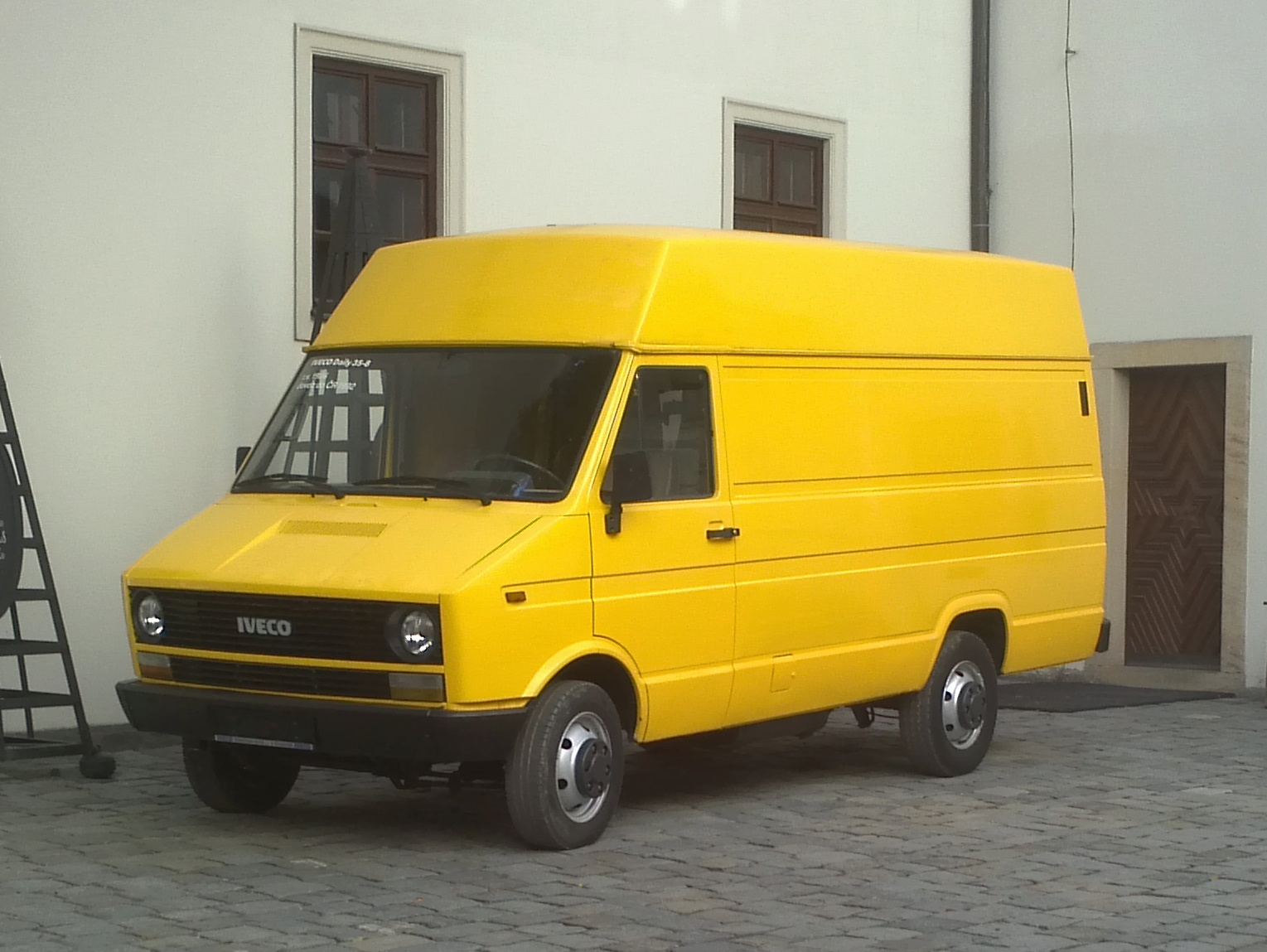
Daily 35-8

威凱Daily第一代是於1978年面世，是由原來飛雅特的輕型商用車基礎上套入去。當時第一代共有兩個版本，分別是3.5噸和5噸兩款。其中5.0噸版本最高載重容量是為17立方米。
由於推出時正值威凱公司成立不久，在首度推出時，意大利本土是以「飛雅特Daily」（Fiat Daily）來稱呼，一直到1983年為止；在法國以「Unic Daily」作稱呼；而在1980年被引進至德國時，車頭廠標還採用「Iveco Magirus」作名稱。（Unic和Magirus分別是法國和德國牌子，為威凱其中組成的部分之一。）

### 第二代（1990–2000）

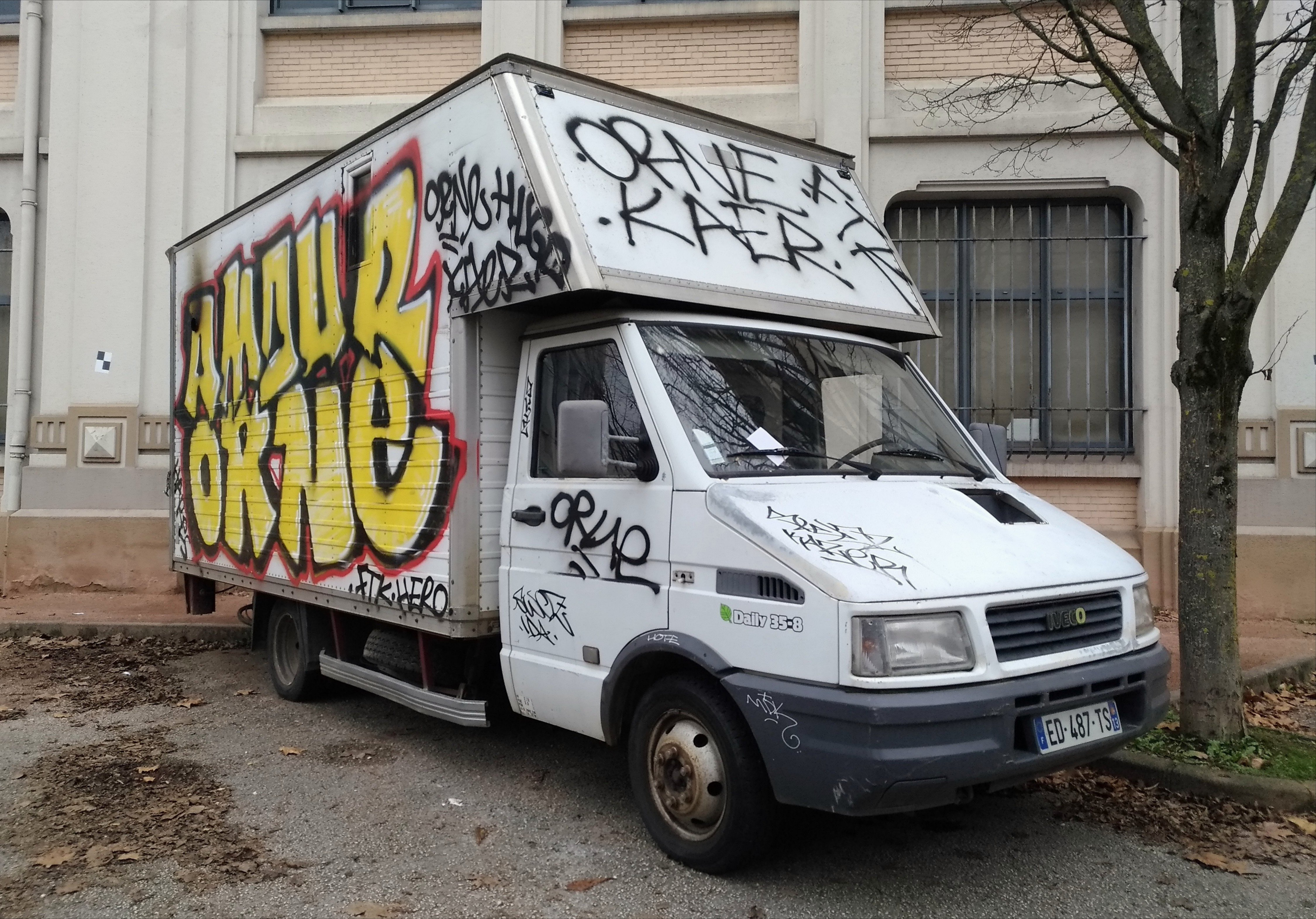
威凱TurboDaily 49-10货车

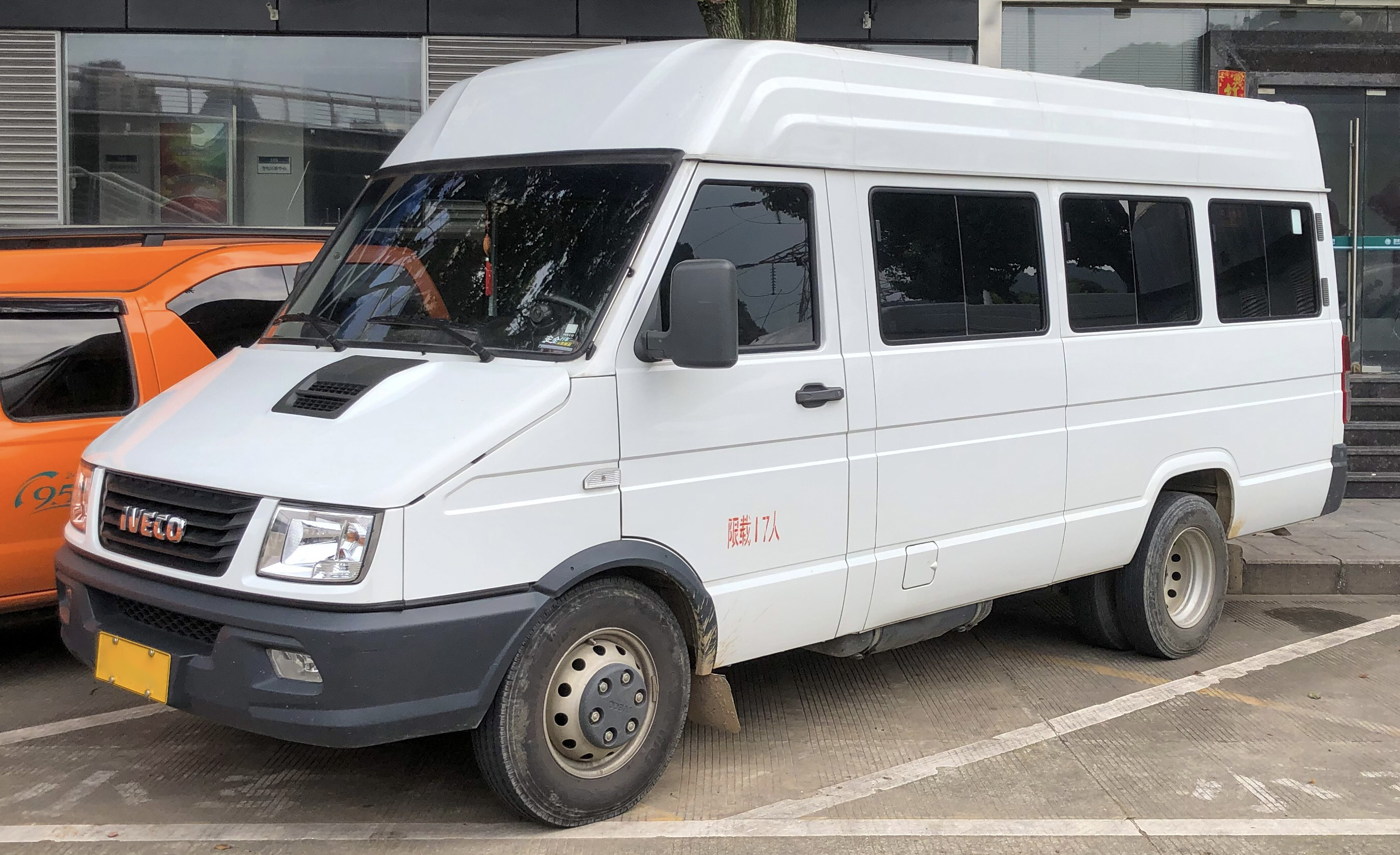
南京依维柯得意49-12客车（2017款）

威凱Daily於1990年轉換第二代。第二代的主要改動，除了車頭燈由圓形改為四方形外，引擎容量也有所加大，為2.8升，103匹馬力。也在這時候開始，車頭廠徽已全數統一「Iveco」，名稱為「Iveco Daily」。
第二代威凱Daily同時也是威凱進軍中國時，被率先引進之車型。南汽于1991年8月18日组装出首辆在华生产的威凱A40-10型，中国大陆译名为“得意”，但最初销量较少，截至1994年仅生产1万辆，直至1995年才开始上升。由1996年成立南京依維柯起，即開始推出此版本車型，一直至2004年為止。而這款車型在中國，市場佔有率還與競爭對手福特全順平起平坐。南京依维柯在第二代Daily的基础上分别于2011年、2017年推出改款车型“新得意”，并于2023年推出新改款“全新得意”。

#### 发动机（第二代）
- 2.5升柴油机 75 hp（56 kW）/4,200 rpm
- 2.5升涡轮柴油机 103 hp（77 kW）/3,800 rpm
- 2.5升涡轮增压直接喷射式柴油机 116 hp（87 kW）/3,800 rpm
- 2.8升柴油机 85 hp（63 kW）
- 2.8升涡轮柴油机 103 hp（77 kW）/3,600 rpm
- 2.8升涡轮增压直接喷射式柴油机 122 hp（91 kW）/3,600 rpm

### 第三代（2000–2006）

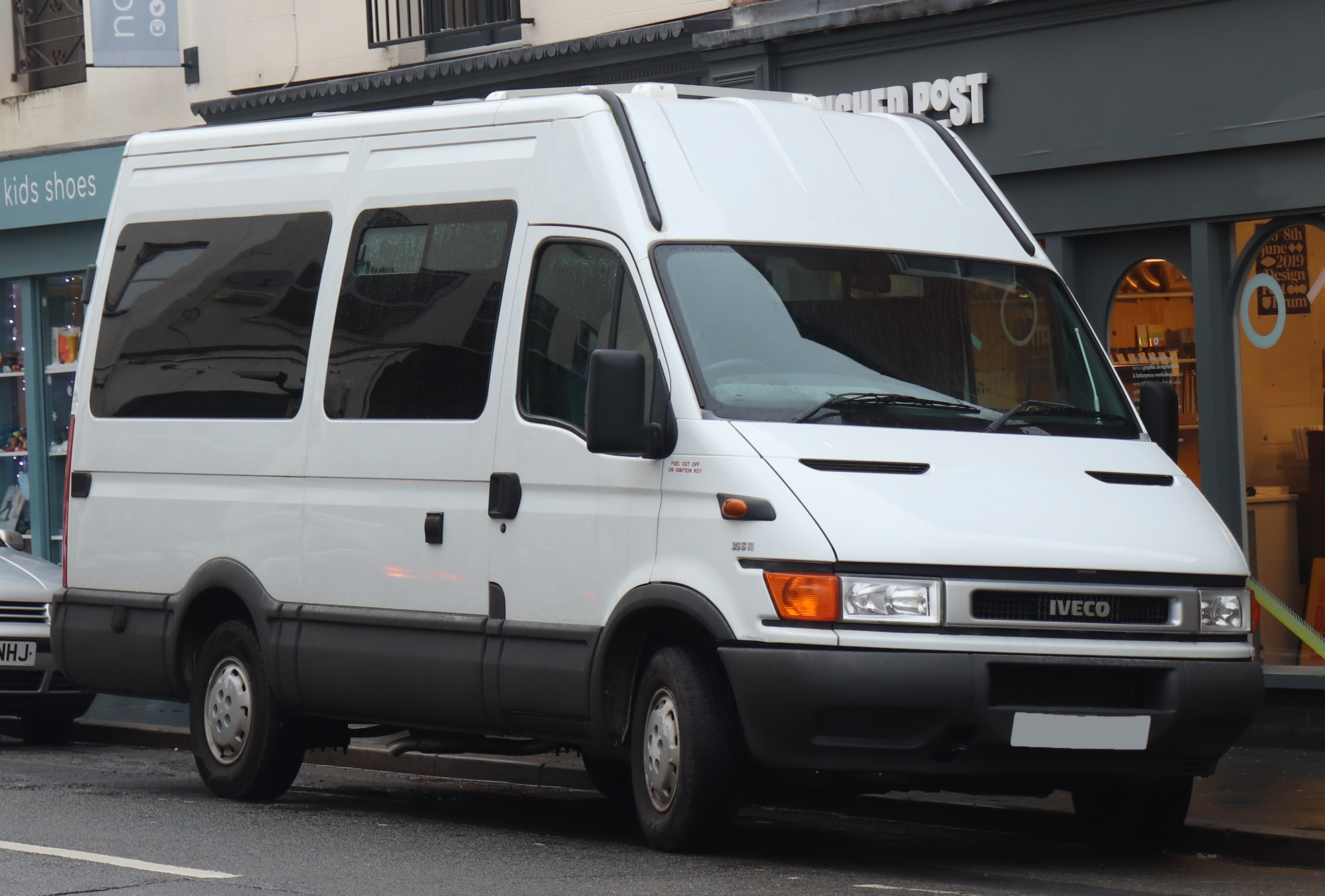

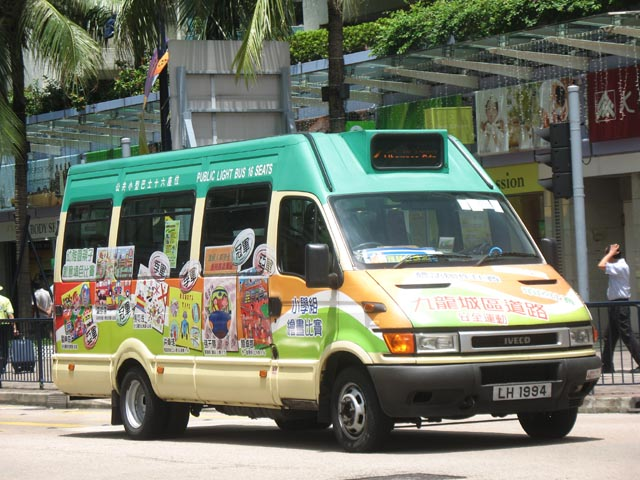
香港运营的Iveco Daily小巴

第三代版本在推出時提供了兩個版本：「Agile」能夠自動換檔；「CNG」則是天然氣驅動。而載重量方面也更改了劃分，為2.8噸和6.5噸兩項。而其引擎輸出馬力則平均有125-150匹。
此版本於2000年獲歐洲汽車雜誌評為年度最佳商用車。
第三代版本之市場除了在歐洲和南美洲外，也開始有部分於亞洲使用。然而儘管在中國取得相當佳績，第三代卻並沒有引進，而是由南京依維柯自家出品繼承第二代之位置。

### 第四代（2006–2011）

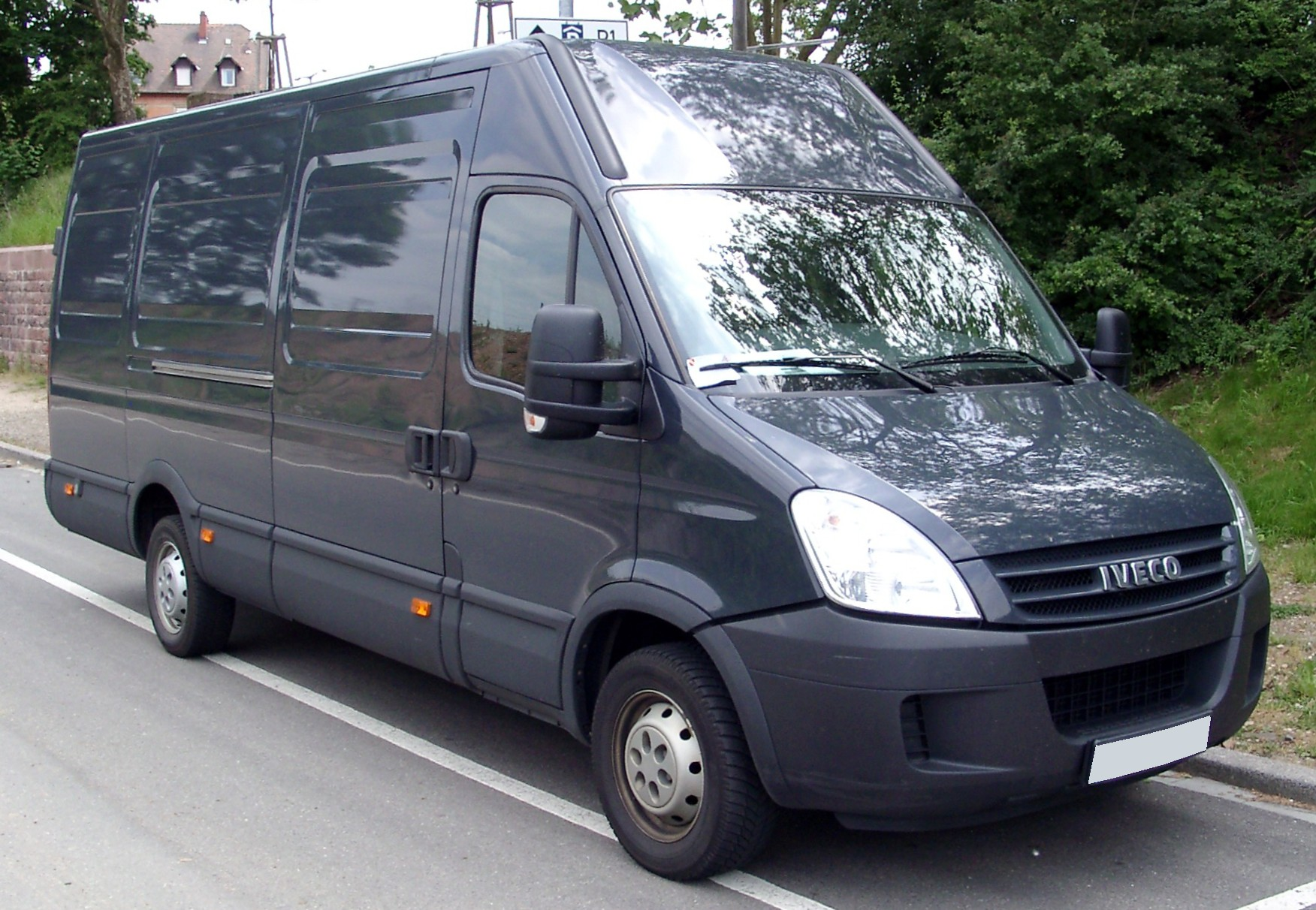

第四代是由意大利設計-喬治亞羅公司負責設計，於2006年推出。第四代外形大體與第三代差不多，並且一樣分成「Agile」和「CNG」兩類。引擎輸出馬力則達177匹。
第四代有卡車和小型巴士之設計，其中小型巴士是以「Irisbus」名義發售。
第四代推出共五年創造了一個紀錄，那就是在全球共發售了約1,500,000輛，平均每四分鐘便賣出一部。當然其市場主要還是在歐洲和中南美洲等地。

### 第五代（2011–2014）

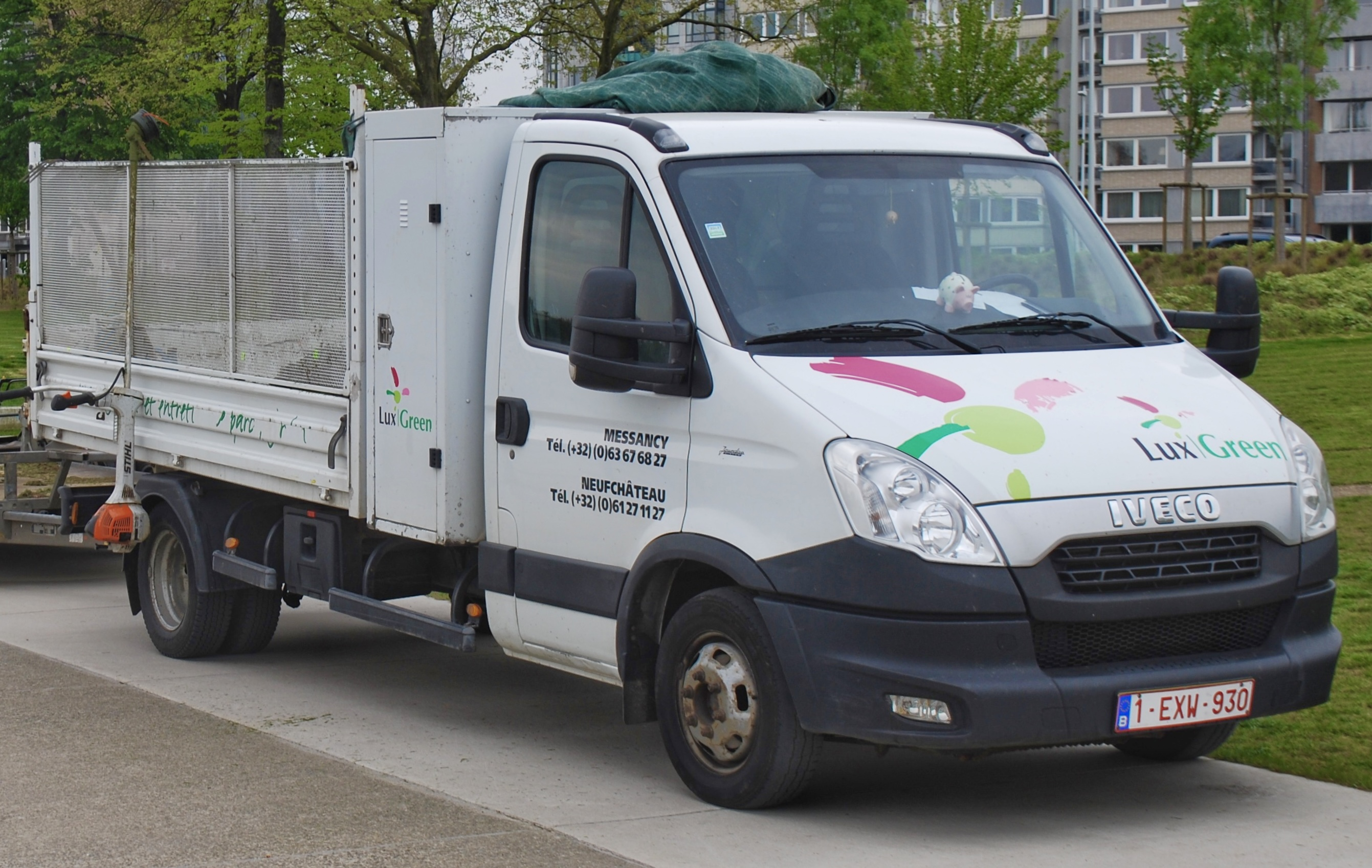

2011年中旬推出第五代，主要是在第四代之基礎上，更換了車頭款式。同時燃料噴射系統也有所改造，以減少引擎之聲浪。與此同時第五代的重量，由原來的6.5噸提高至7噸，使最高載重量達至4,700公斤。

### 第六代（2014–）
2014年推出第六代。

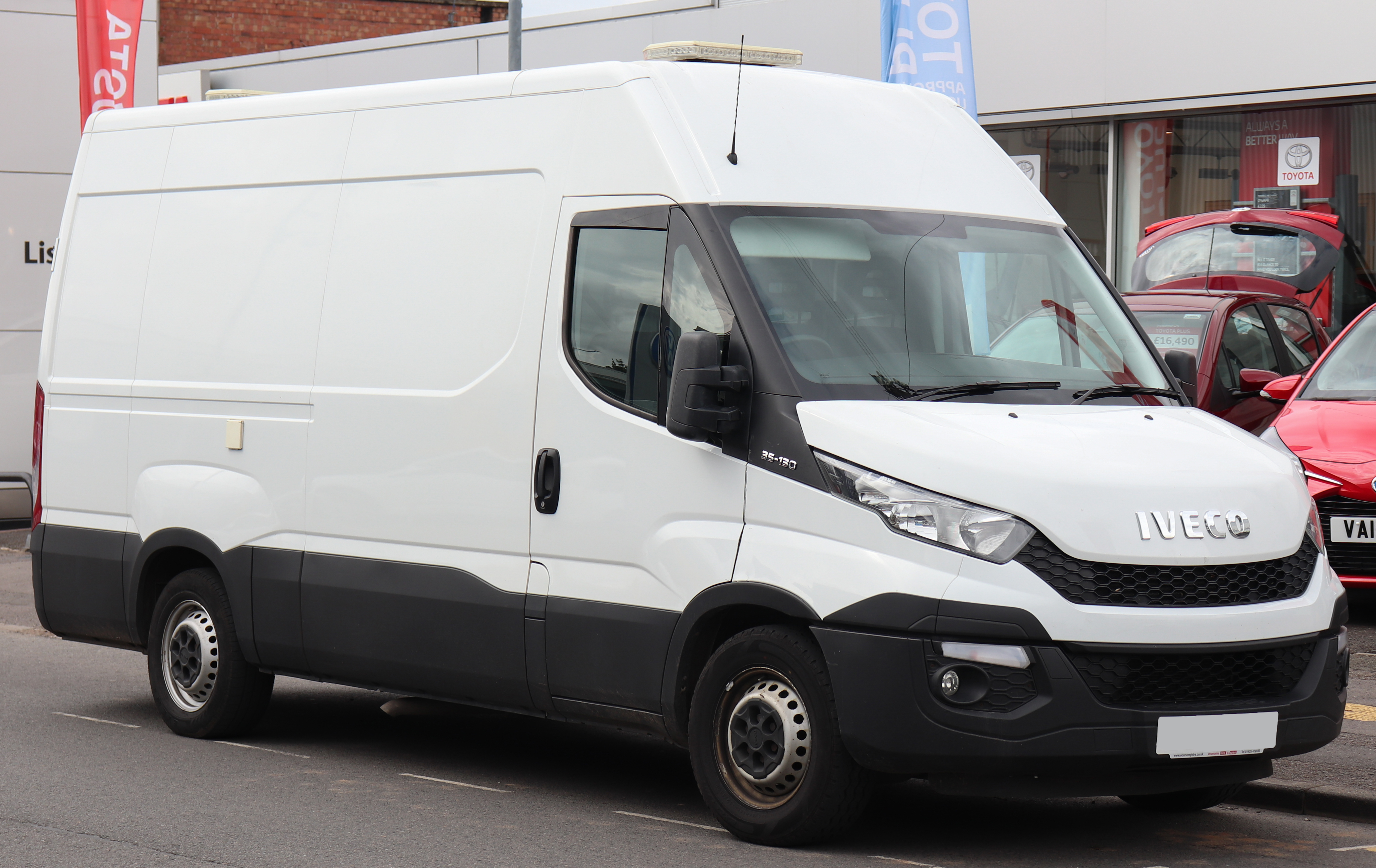

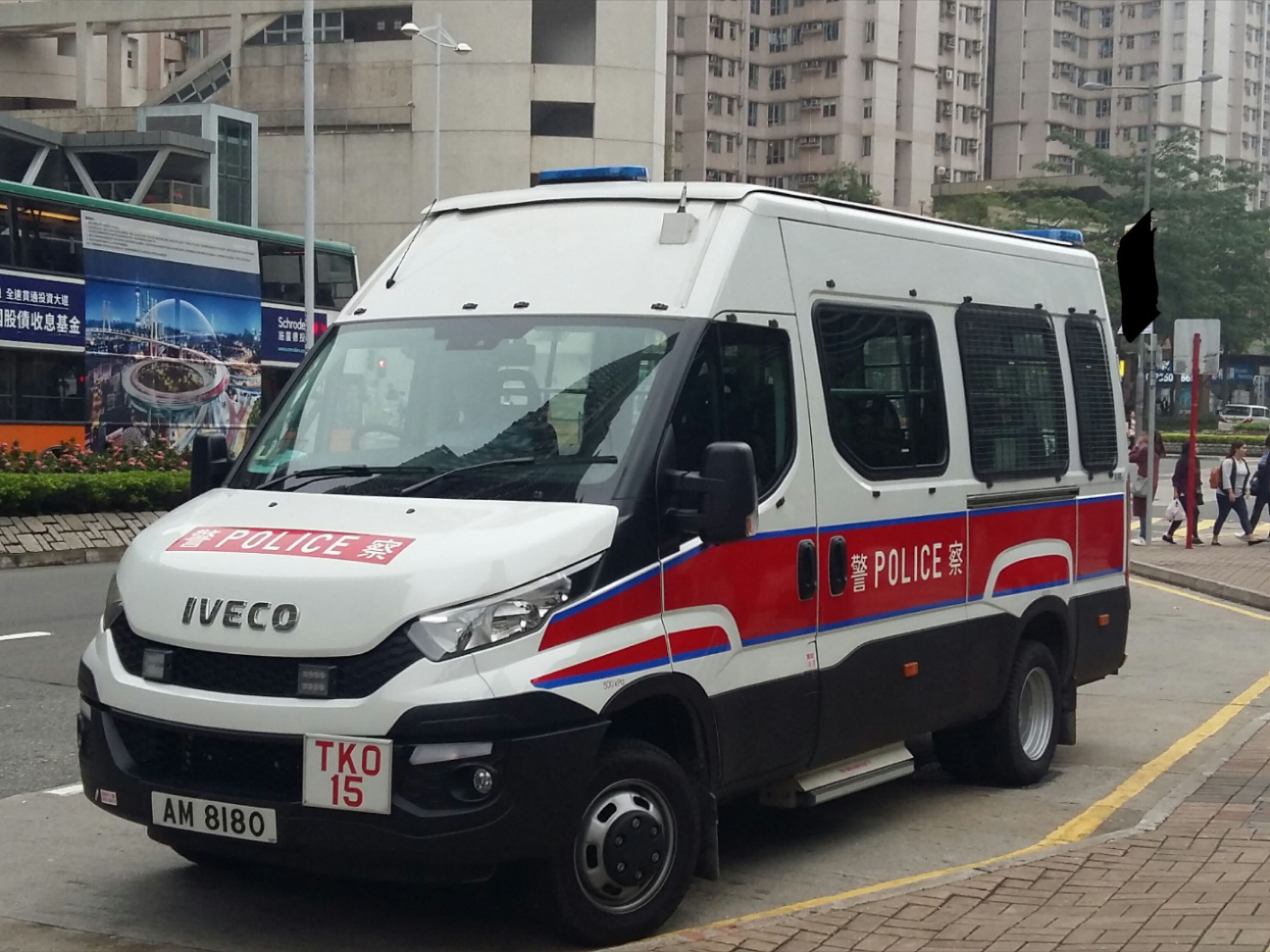
歐霸Daily警車

香港警務處亦采购了少量第六代Daily作为冲锋车使用。

#### 南京依维柯欧胜（2017–）

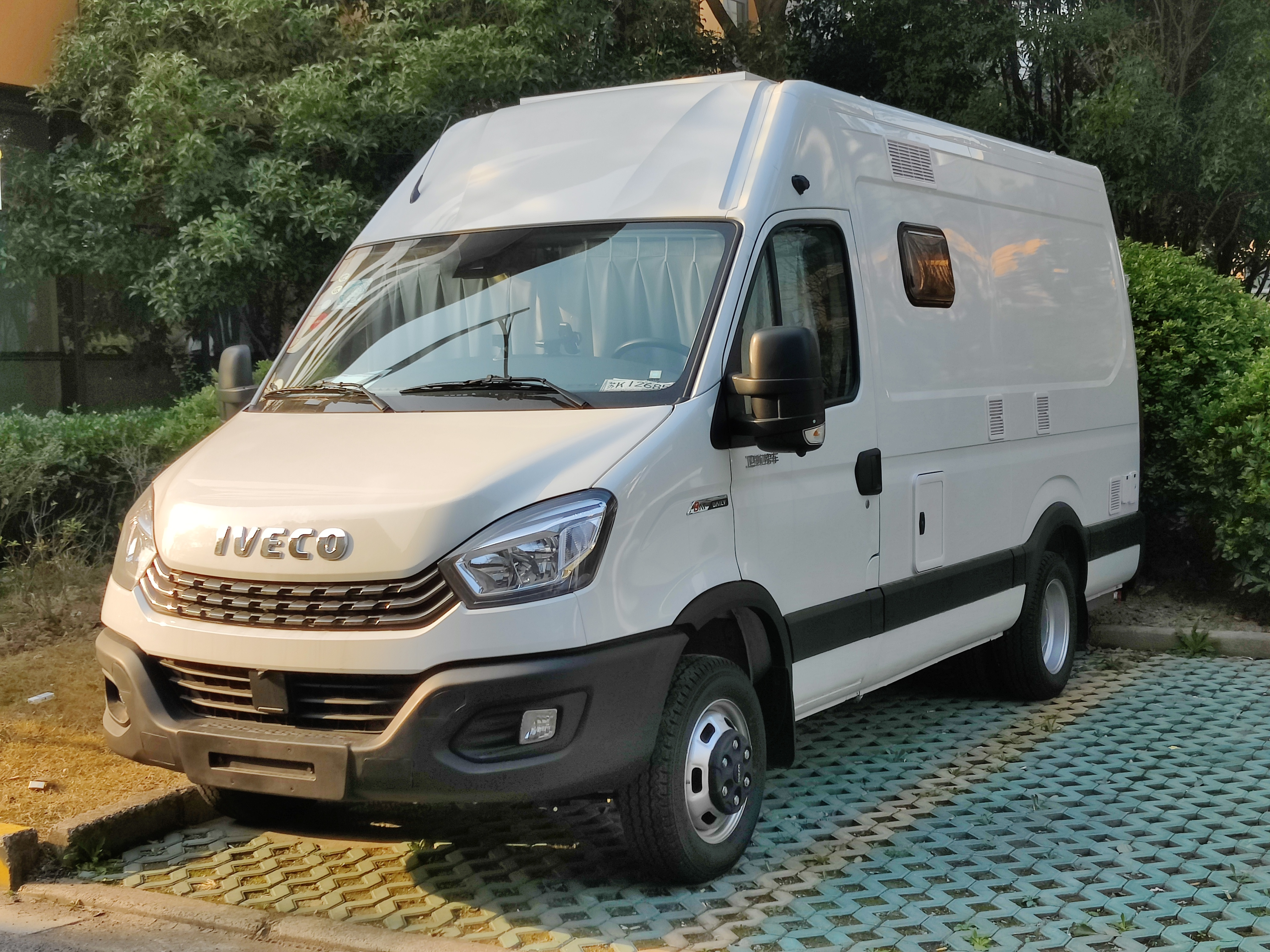
南京依維柯歐勝

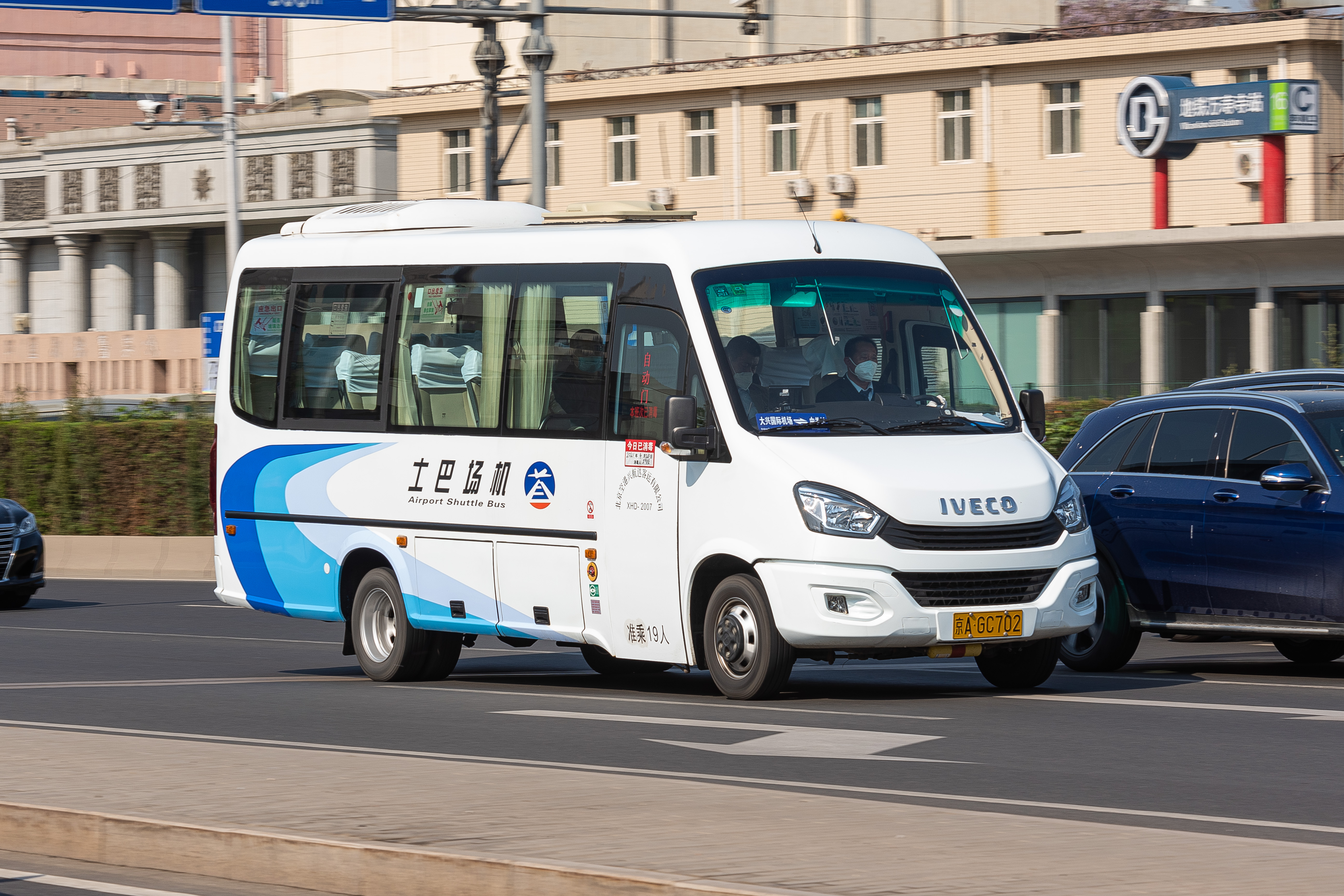
北京大兴机场巴士中关村线使用的依维柯欧风19座车型

2017年，南京依维柯推出全新一代Daily，厂方定名为“欧胜”，该系列的大灯与2011版和2014版Daily均不同，产品包括四大系列：超瑞（客车5-9座）、商瑞（客车11-20座）、运瑞（厢式车7.8-16.7立方米）、专业底盘（总质量3.5-7.0吨）。
南京依维柯2020年推出在欧胜底盘和前围的基础上研发的客车“依维柯欧风”，包括5.9米10-17座以及7.1米10-20座两款车型。

## 外部連結
- 依維柯Daily官方網站
- 香港巴士大典上的相关条目：歐霸Daily